# Eotyrannus
Eotyrannus (з латини — «ранній тиран») — рід хижих динозаврів родини тираннозавридів.

## Опис
На відміну від інших представників родини тираннозавридів у нього передні кінцівки були добре розвинені, пристосовані до хапання здобичі.
Завдовжки сягав 4—6 метрів, а важив 180 кілограмів. В еотирана були гострі пазури та тупа морда. Він міг швидко бігати, а голова була маленька.

## Знахідки
Рештки еотирана знайшли у 2001 році на острові Вайт. У крейдовий період острів був частиною сьогоденної Англії.

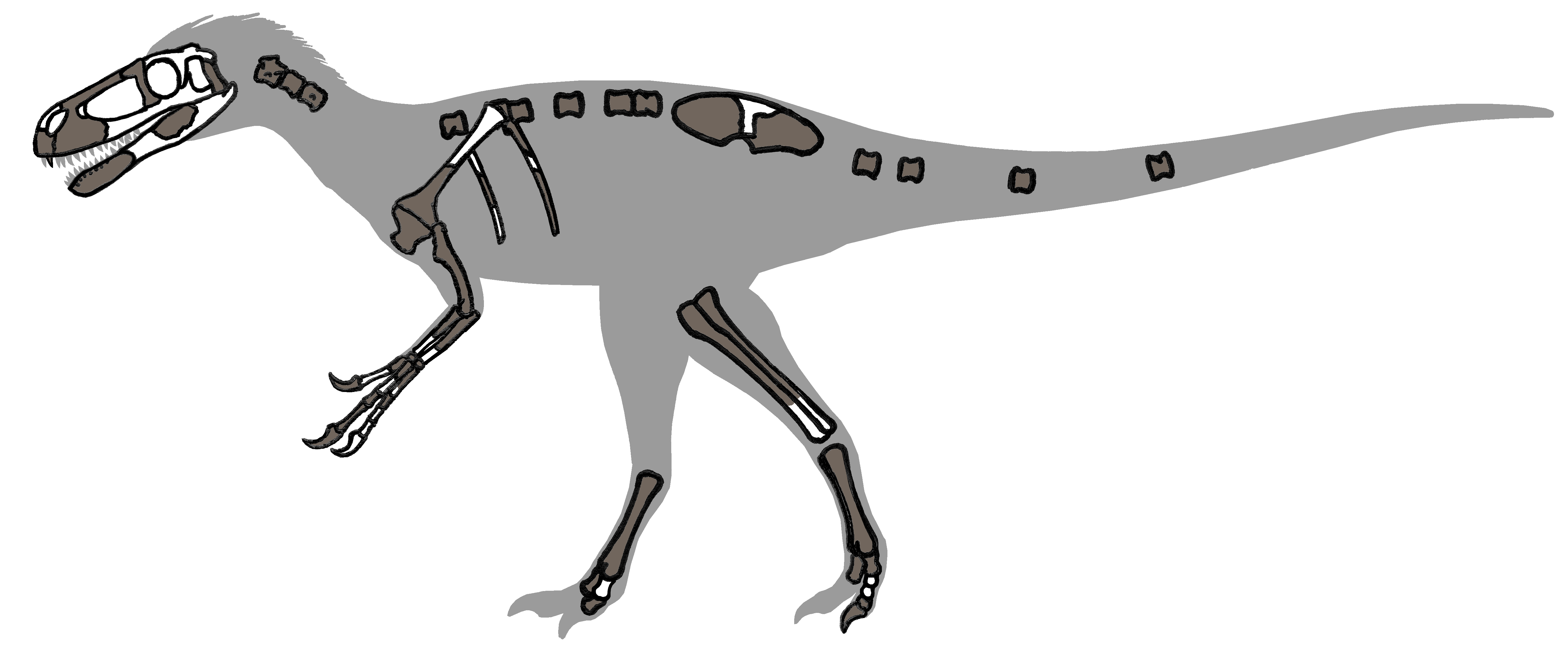
Рештки, що збереглися
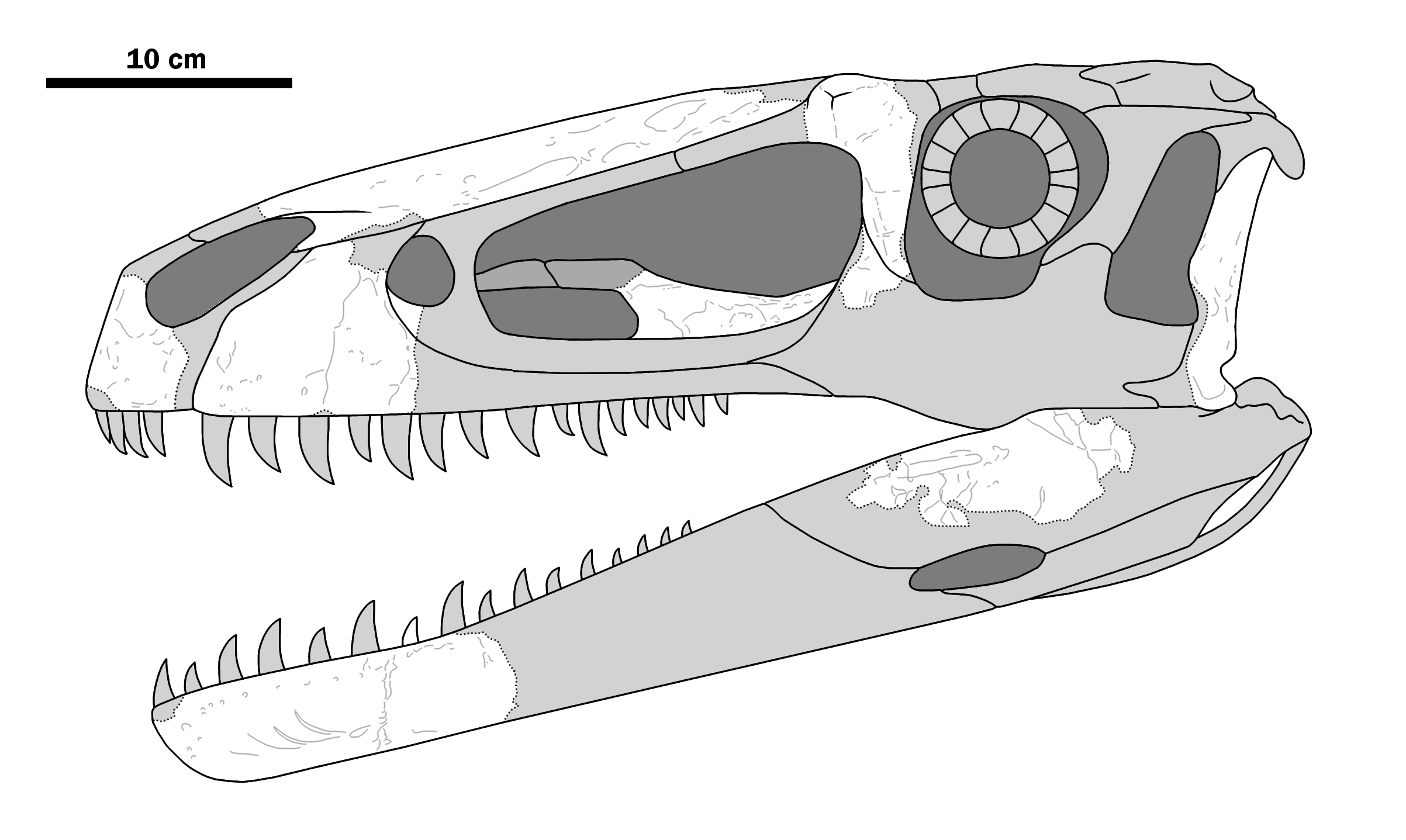
Череп еотирана